# Průbojník
Průbojník, též vyrážeč, je ruční nástroj používaný pro vyrážení závlačky nebo kolíku.
Na rozdíl od důlčíku má plochou špičku. Špička může být i zkosená pro přesnější nasazení.